# كلارنس وودز (ملحن)
كلارنس وودز (بالإنجليزية: Clarence Woods)‏ هو ملحن أمريكي، ولد في 19 يونيو 1888 في مقاطعة آدمز في الولايات المتحدة، وتوفي في 30 سبتمبر 1956 في دافنبورت في الولايات المتحدة.

## روابط خارجية
- كلارنس وودز على موقع IMDb (الإنجليزية)